# (3710) Bogoslovskij
(3710) Bogoslovskij – planetoida z grupy pasa głównego asteroid okrążająca Słońce w ciągu 4 lat i 196 dni w średniej odległości 2,74 j.a. Została odkryta 13 września 1978 roku w Krymskim Obserwatorium Astrofizycznym w Nauczny na Krymie przez Nikołaja Czernycha. Nazwa planetoidy pochodzi od Nikity Bogosłowskiego (1913–2004), współczesnego kompozytora. Przed jej nadaniem planetoida nosiła oznaczenie tymczasowe (3710) 1978 RD6.